# Cinq cents francs belges type 5 rois
La pièce de cinq cents francs belges, type 5 rois en argent est une pièce commémorative frappée à l'occasion du 150e anniversaire de l'indépendance belge en 1980 sous le règne du roi Baudouin I (17 juillet 1951-31 juillet 1993)
Description :
- avers : portrait des cinq premiers rois de Belgique en médaillons : Léopold I,  Léopold II,  Albert I,  Léopold III et Baudouin I  avec la légende « 1830-1980 Belgique ».
- revers : la carte de la Belgique, avec l'inscription « 150 ans d'indépendance de la Belgique » et la valeur de la pièce 500 F.
- tranche lisse.

Caractéristiques techniques de la pièce en argent :
- argent (titre : 0.510), cuivre (titre : 0.3925), nickel (titre : 0.0975)
- diamètre : 37 mm,
- poids : 25 g

Caractéristiques techniques de la pièce en cupronickel argenté :
- cuivre (titre : 0.750), nickel (titre : 0.250)

| 500 BEF - modèle 5 rois |  |  |  |
|                         |  |  |  |
Cette pièce a été frappée en 1980 dans les deux langues nationales, soit « 150 ans d'indépendance de la Belgique », soit « 150 jaar onafhankelijkheid van België ».
Tableau des millésimes des pièces en circulation courante :
|          | 1980 |
| -------- | ---- |
| Belgique | oui  |
| België   | oui  |